# Łącko (gemeente)
De gemeente Łącko is een landgemeente in het Poolse woiwodschap Klein-Polen, in powiat Nowosądecki. De zetel van de gemeente is in Łącko.
De gemeente grenst aan Kamienica, Krościenko nad Dunajcem, Łukowica, Ochotnica Dolna, Podegrodzie, Stary Sącz en de stad Szczawnica.
Łącko ligt in een belangrijk fruitteeltgebied. Appels uit Łącko zijn een beschermde oorsprongsbenaming. Ook de plaatselijke slivovitsj geniet bekendheid.

## Demografie
De gemeente heeft 16.097 inwoners (30 juni 2014), waarvan: 7987 vrouwen en 8110 mannen.

## Administratieve plaatsen (sołectwo)
Brzyna, Czarny Potok, Czerniec, Jazowsko, Kadcza, Kicznia, Łazy Brzyńskie, Łącko, Maszkowice, Obidza, Szczereż, Wola Kosnowa, Wola Piskulina, Zabrzeż, Zagórzyn, Zarzecze.

## Zustergemeenten
Łącko onderhoudt jumelages met Märjamaa (Estland), Szob (Hongarije), Nová Ľubovňa en Petrovany (beide Slowakije).